# سميرة واس
سميرة واس (من مواليد 22 أبريل 1992) هي رافعة اثقال مغربية. شاركت في سباق 75 كجم للسيدات في أولمبياد صيف 2016.

## روابط خارجية
- سميرة واس على موقع الاتحاد الدولي (الإنجليزية)
- سميرة واس على موقع مشروع نتائج رفع الأثقال الدولية (الإنجليزية)
- سميرة واس على موقع IAT Database Weightlifting (الألمانية)
- سميرة واس على موقع اللجنة الأولمبية الدولية (الإنجليزية)
- سميرة واس على موقع أوليمبيديا (الإنجليزية)